# زالاچب
زالاچب (به مجاری:  Zalacséb) یک منطقهٔ مسکونی در مجارستان است که در زالا واقع شده‌است.